# Robert Henderson (lekarz)
Robert Henderson (ur. 11 grudnia 1858 w Kalkucie, zm. 5 października 1924 w Millbank) – angielski wojskowy lekarz i rugbysta, reprezentant kraju.
Uczęszczał do Bedford School, Fettes College oraz Uniwersytet Edynburski, na którym ukończył w 1882 roku studia medyczne poparte praktyką w St. Mary's Hospital.
W latach 1882–1885 rozegrał pięć spotkań dla angielskiej reprezentacji w rozgrywkach Home Nations Championship, zdobywając jedno przyłożenie, które wówczas nie miało wartości punktowej.
Jako lekarz w wojsku od 2 sierpnia 1884 roku, służył w Sudanie, Indiach, Birmie oraz podczas wojen burskich i I wojny światowej otrzymując odznaczenia oraz Mentioned in Despatches. Przeszedł na emeryturę 26 grudnia 1917 roku w randze major general. W 1917 roku został odznaczony Orderem Łaźni, zaś dwa lata później Orderem św. Michała i św. Jerzego.